# Ford Bronco Sport
Ford Bronco Sport — компактный кроссовер, продаваемый Ford Motor Company под брендом Ford Bronco. Он был выпущен вместе с рамным внедорожником Bronco шестого поколения, отличающимся схожим ретро-стилем и внедорожным обликом при меньших размерах. Автомобиль основан на переднеприводной платформе Ford C2, которая также используется в кроссовере Ford Escape/Kuga и пикапе Maverick.

## Технические характеристики

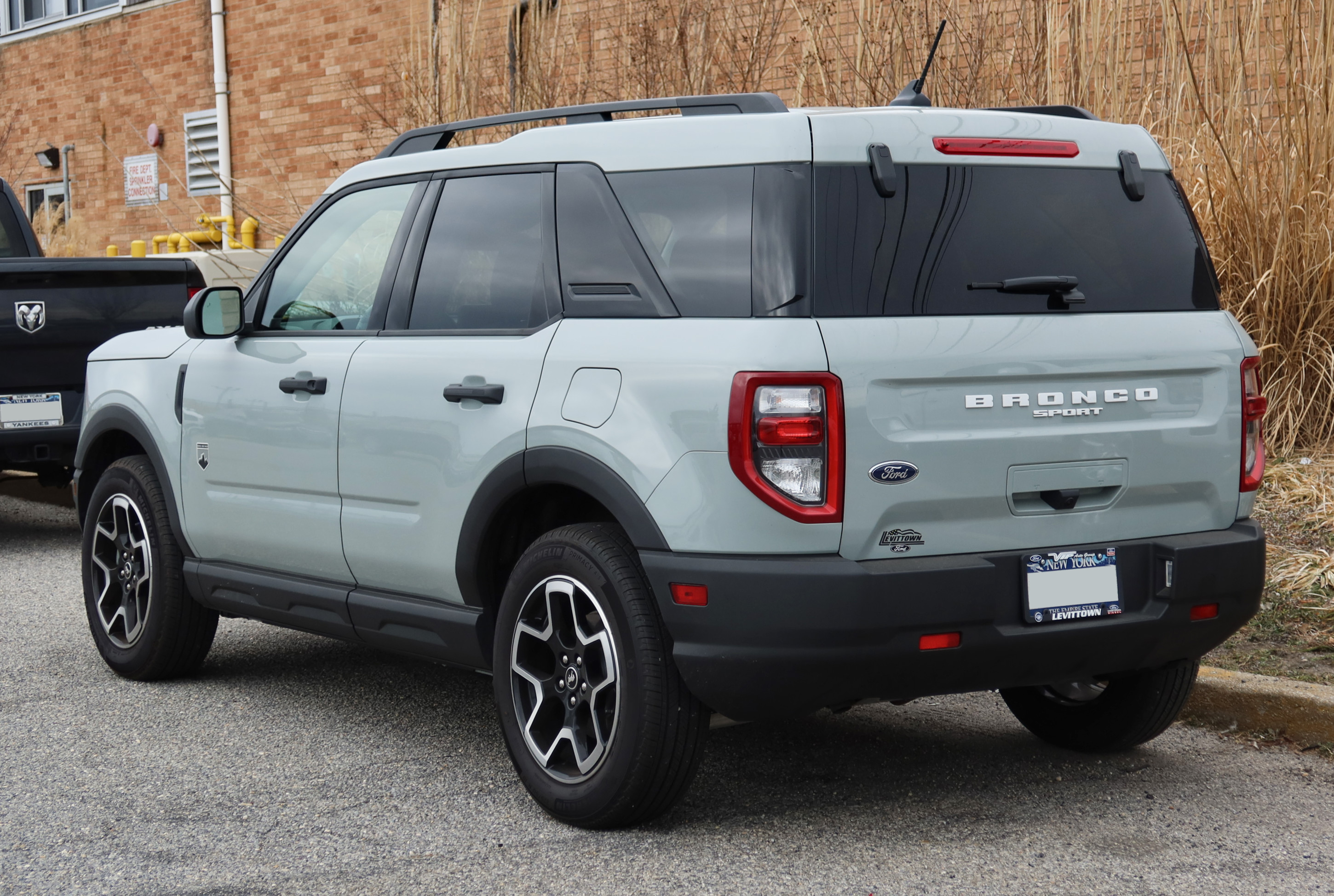
Вид сзади

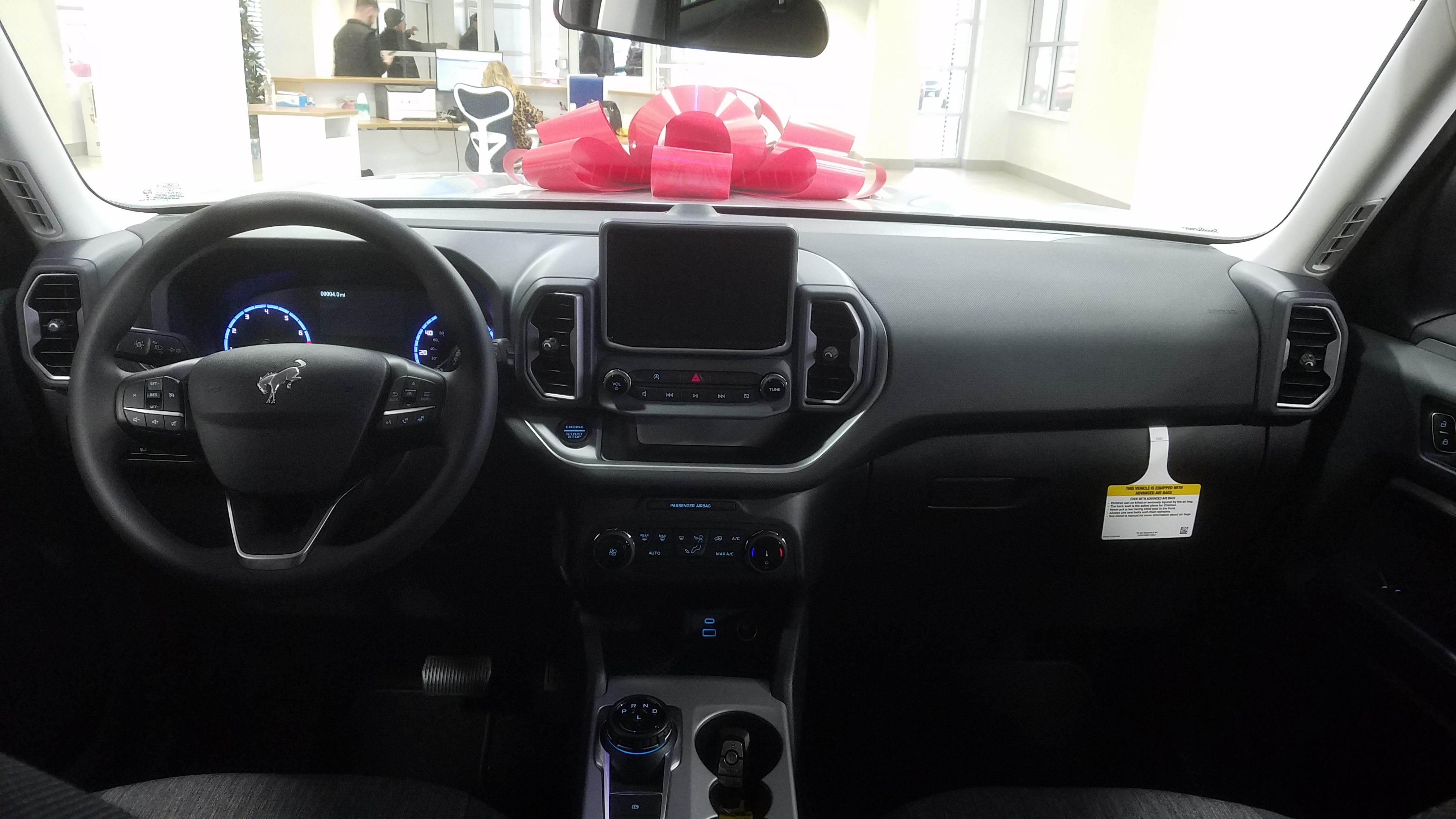
Интерьер

### Двигатель
Bronco Sport имеет два варианта двигателей. Базовый двигатель — турбированный 1,5-литровый двигатель Ecoboost I3 мощностью 181 л. с. при 6000 об/мин и крутящим моментом 258 Н·м при 3000 об/мин. Он также доступен с турбированным 2,0-литровым двигателем Ecoboost I4 мощностью 245 л. с. при 6000 об/мин и крутящим моментом 373 Н·м при 3000 об/мин. Оба двигателя работают в паре с 8-ступенчатой автоматической коробкой передач.

### Система полного привода
Bronco Sport оснащен системой полного привода с режимами "G.O.A.T. Modes" (англ. Goes Over Any Terrain — Пройдёт по любой местности). Режимы G.O.A.T. позволяют водителю выбирать различные типы местности. Bronco Sport имеет независимую подвеску всех четырех колес. Только модель Badlands имеет задний дифференциал с двойным сцеплением, который может действовать как блокировка заднего дифференциала на основе системы привода GK, используемой в Focus RS, и имеет векторизацию крутящего момента. В отличие от Bronco, Bronco Sport не имеет раздаточной коробки с пониженным диапазоном. Вместо традиционных передних отбойников модель Badlands Bronco Sport имеет гидравлические отбойники. Модели Base, Big Bend и Outer Banks используют ту же систему полного привода, что и Escape, с фирменным программированием для использования на бездорожье. Bronco Sport имеет буксировочную способность 907–998 кг в зависимости от двигателя.

## Комплектации

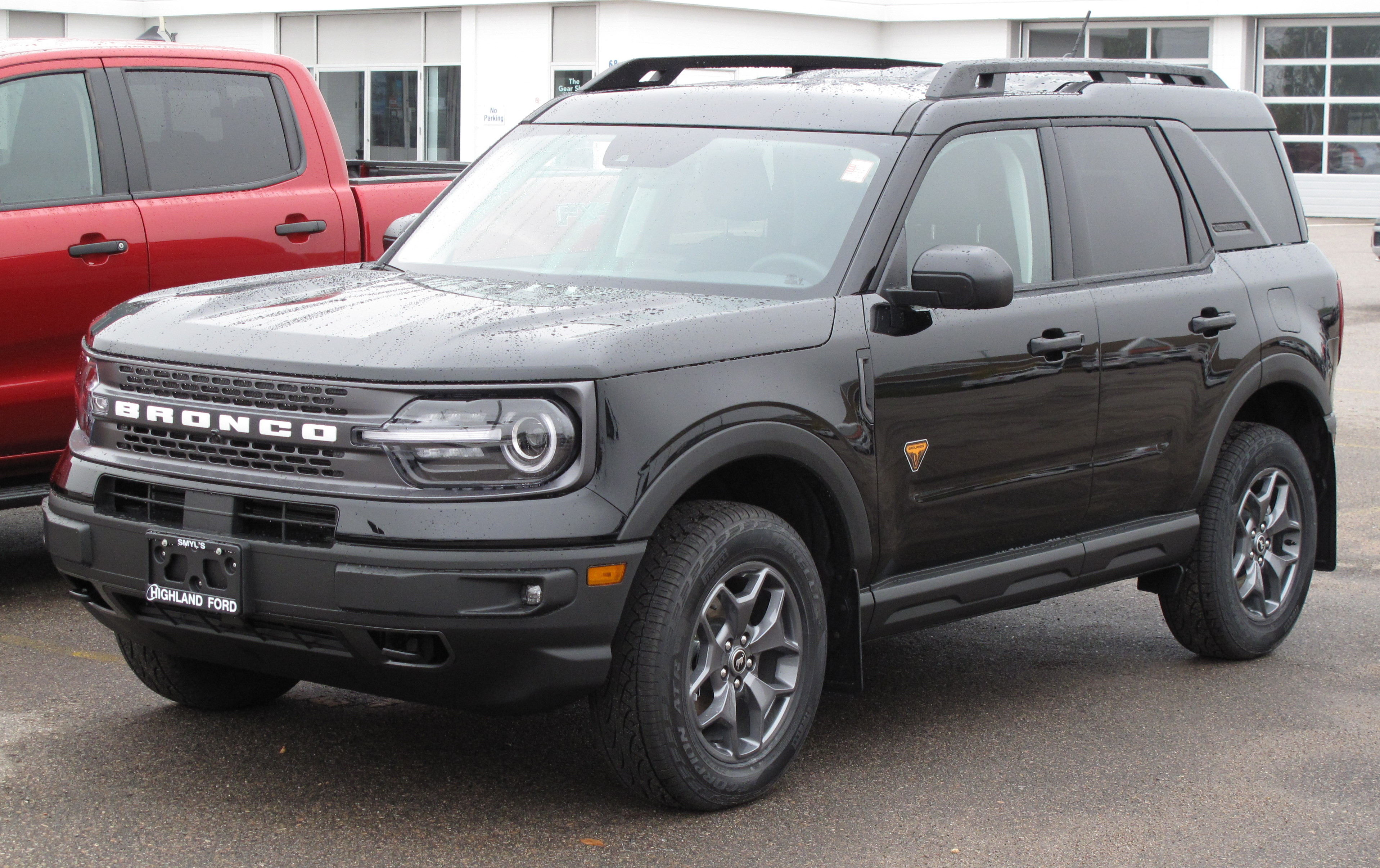
Bronco Sport Badlands

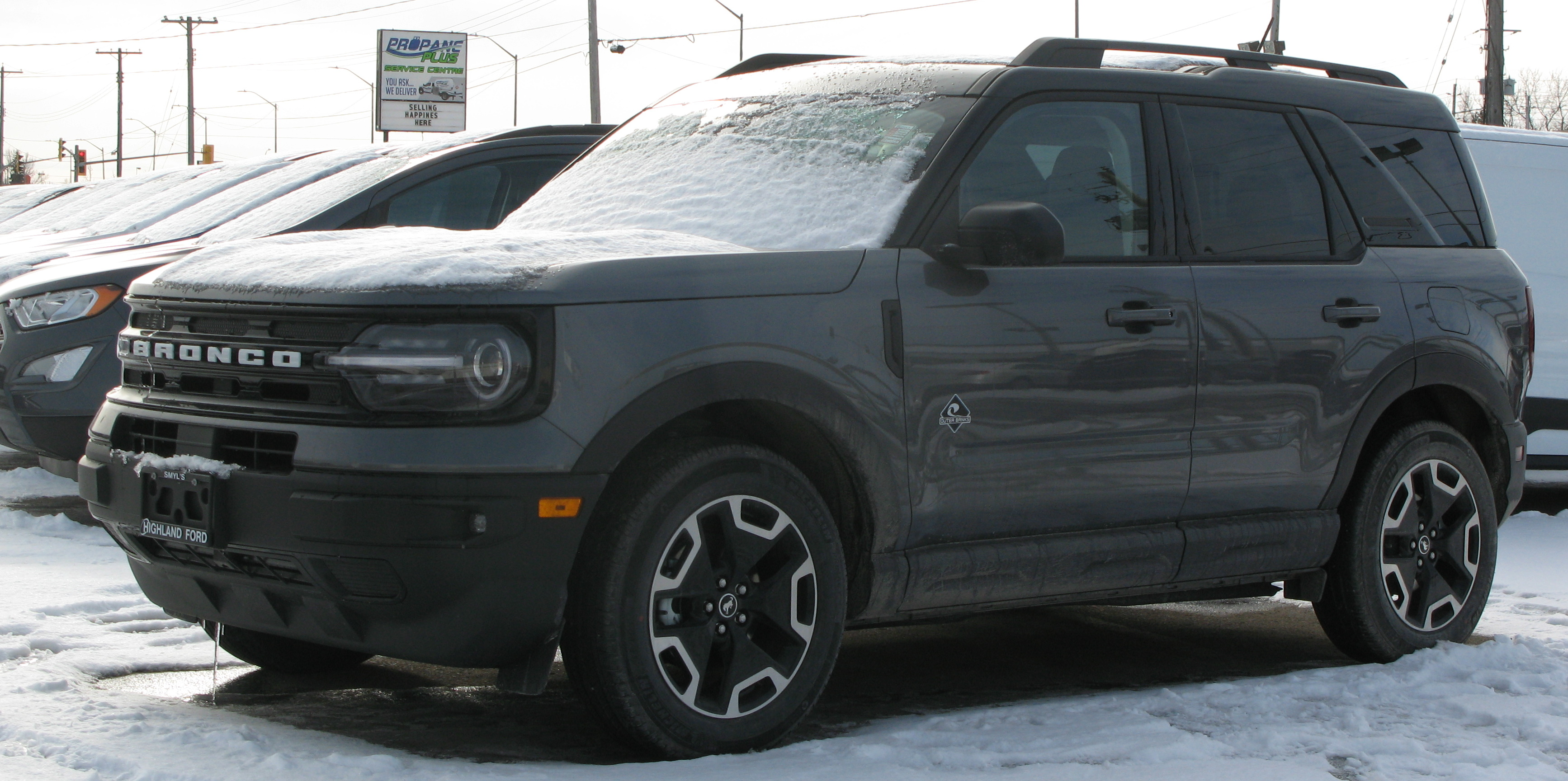
Bronco Sport Outer Banks

На момент запуска Bronco Sport будет доступен в пяти комплектациях, но комплектация First Edition ограничена всего 2000 единицами. Все комплектации стандартно оснащены режимом G.O.A.T., откидным задним стеклом и задними прожекторами в задней двери. 8-дюймовая информационно-развлекательная система с SYNC 3 является стандартной для всех комплектаций.
Base
Base — это базовая комплектация модели Bronco Sport. Она оснащена 1,5-литровым трехцилиндровым бензиновым двигателем Ecoboost, работающим в паре с восьмиступенчатой автоматической коробкой передач с роторным управлением, алюминиевыми легкосплавными дисками, сенсорным экраном информационно-развлекательной системы SYNC 3 со спутниковым радио SiriusXM (SiriusXM был исключен для модельного ряда 2022 года) и проводной интеграцией смартфонов CarPlay и Android Auto, бесключевым доступом, тканевыми сиденьями, аудиосистемой с шестью динамиками и 4,2-дюймовым полноцветным ЖК-дисплеем приборной панели.
Big Bend
Комплектация Big Bend — это версия среднего уровня линейки Bronco Sport. Она добавляет удобные функции к базовой комплектации, такие как спутниковое радио SiriusXM (начиная с модельного года 2022 года), система бесключевого доступа с кнопочным зажиганием, система ремней MOLLE и защита спинки заднего сиденья.
Outer Banks
Комплектация Outer Banks — это версия, ориентированная на более дорогое исполнение автомобиля. Она добавляет дополнительные опции к комплектации Big Bend, такие как восемнадцатидюймовые шины и литые алюминиевые диски, комбинированные кожаные и тканевые отделки сидений и окрашенная в черный цвет передняя решетка с белой надписью «BRONCO».
Badlands
Комплектация Badlands — это версия, ориентированная на бездорожье. Оснащается 2,0-литровым четырехцилиндровым бензиновым двигателем Ecoboost, сопряженным с восьмиступенчатой автоматической коробкой передач с роторным управлением (Badlands — единственная комплектация в линейке Bronco Sport, которая получила двигатель с более высокой мощностью), и добавляет такие функции, как два дополнительных «режима G.O.A.T.» для системы полного привода, а также вездеходные шины и уникальные алюминиевые литые диски для средней комплектации Big Bend.
First Edition
Комплектация First Edition, доступная только для модельного года 2021 года, была основана на комплектации Badlands, ориентированной на бездорожье, и включала почти все ее доступные опции и пакеты (такие как роскошные кожаные сиденья, двойные подогреваемые передние ковшеобразные сиденья и аудиосистема премиум-класса Bang and Olufsen с усилителем). Единственной доступной опцией, не предлагаемой в First Edition, была система Ford CoPilot 360 Assist+. Производство было ограничено 2000 единицами.
Heritage Edition
Уровень отделки Heritage Edition, доступный только для модельного года 2023 года, был основан на отделке Big Bend. Несколько опций эксклюзивны для отделки Heritage Edition, и в честь оригинального Bronco 1966 года этот ретро-выпуск был ограничен 1966 единицами.
Heritage Limited Edition
Уровень отделки Heritage Limited Edition, доступный только для модельного года 2023 года, был основан на ориентированной на бездорожье отделке Badlands и включает в себя почти все доступные опции и пакеты. Несколько опций эксклюзивны для отделки Heritage Limited Edition, и в честь оригинального Bronco 1966 года этот ретро-выпуск был ограничен 1966 единицами.
Наряду с обычными опциями Ford также предлагает пакеты для всех отделок с определенными аксессуарами. Предлагаются четыре пакета: Bike, Camp, Snow и Water.

## Рестайлинг 2025 года
к 2025 модельному году компания Ford комплексно доработала свой компактный кроссовер.  Снаружи изменён дизайн радиаторных решёток и бамперов, кузов лучше подготовлен для крепления к нему различного навесного оборудования: добавлены крюки, отверстия и проводка для электрооборудования, а на потолочной консоли в салоне появились четыре тумблера для управления этим оборудованием.
В салоне заметно перекроена передняя панель: она теперь имеет стандартный 12,3-дюймовый приборный экран, а прежний 8-дюймовый мультимедийный экран уступил место новому 13,2-дюймовому с операционной системой SYNC 4. Из-за нового мультимедийного экрана уехали вниз центральные дефлекторы системы вентиляции, а полочка для смартфона и других гаджетов наоборот сместилась вверх — на её борту есть два порта USB-С. По бокам от центрального тоннеля в районе коленей передних седоков появились массивные поручни. В стандартное оснащение входит комплекс электронных ассистентов водителя Ford Co-Pilot360 Assist+ и специальный внедорожный ездовой режим Trail One-Pedal Drive, позволяющий управлять разгоном и торможением только педалью акселератора. Также для заказа стал доступен внедорожный пакет Sasquatch. 
Рестайлинговая версия получила новые силовые агрегаты: на смену линейке Dragon пришли двигатели того же объема, использующие архитектуру MPC (Modular Power Cylinder). 1,5-литровая бензиновая «турботройка» EcoBoost теперь выдаёт 182 л.с. вместо 183, зато крутящий момент вырос с 260 до 271 Нм. 2,0-литровый четырёхцилиндровый турбомотор прежде выдавал 253 л.с. и 376 Нм, теперь — 241 л.с. и 376 Нм. 